# Загарач (Малоншићи)
Село Загарач, први се пут помиње у оквиру катуна Малоншића (Горња Зета) у повељи Ђурђа Црнојевића, из 1492. године. Након што су Малоншићи (који се као ратничка дружина и катун помињу још од 1411. године) под притиском Османлија били принуђени на расељавање, у Загарачу од XVI вијека почиње интезивније насељавање становништва из разних племена (највише из Братоножића) и јачање новоформираног племена Загарач.